# Schöneberg (Berlino)

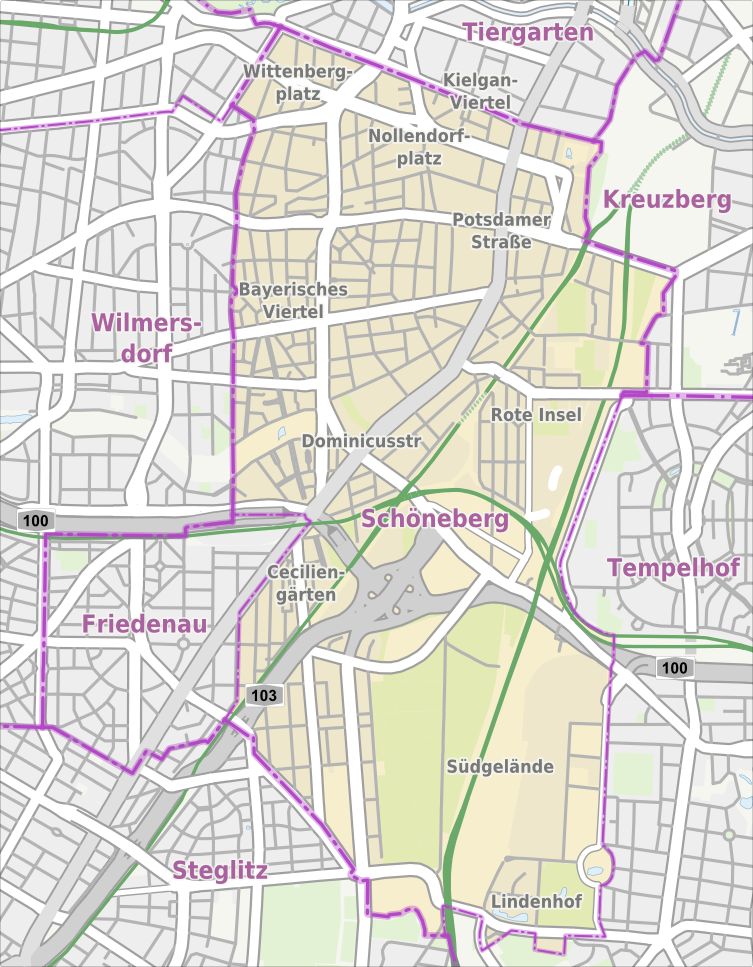
Mappa del quartiere

Schöneberg è un quartiere (Ortsteil) di Berlino, appartenente al distretto di Tempelhof-Schöneberg.

## Posizione
Schöneberg si trova nella zona sud-occidentale della città. Procedendo da nord in senso orario, confina con i quartieri di Tiergarten, Kreuzberg, Tempelhof, Steglitz, Friedenau, Wilmersdorf e Charlottenburg.

## Storia
Le prime notizie del borgo di Schöneberg, ad economia agricola, risalgono al 1264. Con la ricostruzione della strada per Potsdam, Schöneberg acquistò una qualche importanza commerciale.
Nel XIX secolo, in concomitanza con l'industrializzazione dei dintorni di Berlino, Schöneberg conobbe un impetuoso sviluppo edilizio, ottenendo nel 1898 il titolo di città, e il 1º aprile 1899 lo status di città extracircondariale (precedentemente apparteneva al circondario di Teltow).
Nel 1910 venne attivata la metropolitana municipale, o Schöneberger U-Bahn (attuale linea U4), che fece di Schöneberg la seconda città tedesca (dopo Berlino) con una propria metropolitana.
Dal 1910 al 1973 l'area intorno a Pallasstraße fu sede del Palazzo dello Sport (Berliner Sportpalast), nel quale nel 1943 il ministro nazista Joseph Goebbels pronunciò il suo discorso inneggiante alla guerra totale. Il sito è attualmente occupato dal complesso architettonico Wohnen am Kleistpark.
Nel 1912, ormai completamente unita a Berlino, la città cambiò nome in Berlin-Schöneberg, restando però indipendente. Nel 1920 fu inglobata nella "Grande Berlino", entrando a far parte del distretto omonimo, l'undicesimo della città (Bezirk Schöneberg). Il distretto comprendeva, oltre a Schöneberg, anche l'ex comune rurale di Friedenau.
Negli anni Venti e agli inizi degli anni Trenta Schöneberg si contraddistinse per la vibrante vita notturna e per la presenza di una folta comunità gay incentrata in particolare intorno a Nollendorfplatz. Lo scrittore britannico Christopher Isherwood visse nel quartiere fino ai mesi immediatamente precedenti alla presa del potere dei nazionalsocialisti e qui ambientò il romanzo Addio a Berlino. Ancora oggi Schöneberg è l'epicentro della comunità omosessuale residente in città.

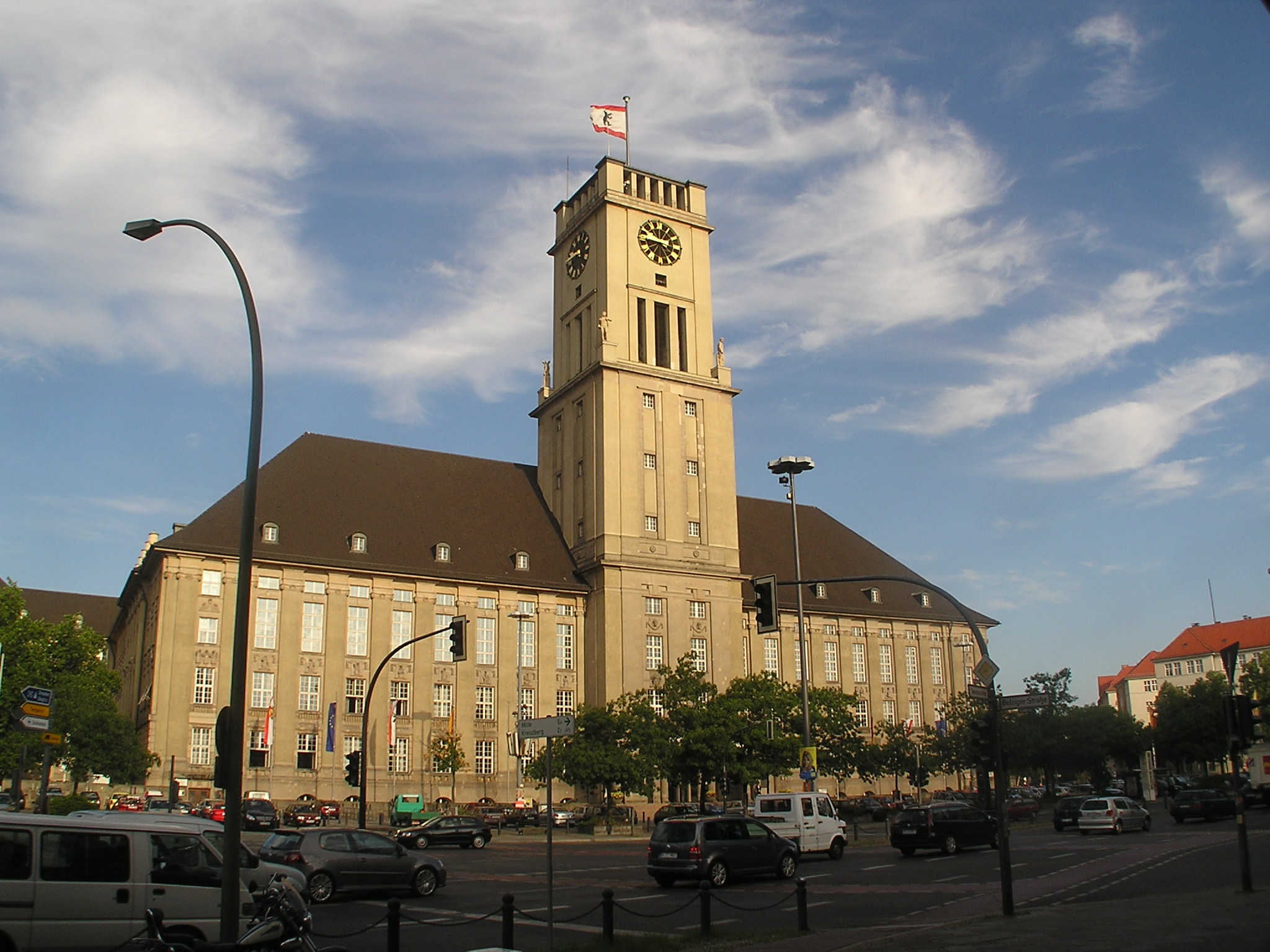
Il municipio (Municipio di Schöneberg)

Nel 1938, in seguito a una modifica ai confini distrettuali, Schöneberg acquisì l'area comprendente Nollendorfplatz e Wittenbergplatz, fino ad allora parte del distretto di Charlottenburg. Il famoso grande magazzino KaDeWe è situato proprio in Wittenbergplatz.
Nel 1945 (dopo un'effimera scorporazione di Friedenau in distretto autonomo), il distretto di Schöneberg fu assegnato al settore di occupazione statunitense e quindi a Berlino Ovest. 
Dal 1946 al 1993 è stata la sede della radio Rundfunk im amerikanischen Sektor.
Dal 1948 al 1990 il municipio di Schöneberg funse come sede provvisoria dell'amministrazione comunale di Berlino Ovest, in sostituzione dello storico Rotes Rathaus sito nel settore orientale. Fu nella piazza antistante (attuale John.-F.-Kennedy-Platz) che John Fitzgerald Kennedy nel 1963 pronunciò il famoso discorso che terminava con le parole Ich bin ein Berliner.
David Bowie visse a Schöneberg tra il 1976 e il 1979, periodo in cui scrisse e incise gli album della cosiddetta "Trilogia berlinese". Nello stesso stabile abitò per un periodo anche Iggy Pop. Fuori dall'appartamento, sito in Hauptstraße 155, vi è oggi una targa che lo ricorda.
Tra i figli illustri del quartiere si contano anche Marlene Dietrich, Alfred Lion (fondatore dell'etichetta jazz Blue Note), il fotografo Helmut Newton, la scrittrice vincitrice del premio Nobel Nelly Sachs e il musicista d'avanguardia Blixa Bargeld. 
Il 1º gennaio 2001 il distretto di Schöneberg si unì a quello di Tempelhof: da quella data, Schöneberg e Friedenau sono quartieri del nuovo distretto Tempelhof-Schöneberg.
Uno dei simboli del quartiere è costituito dall'imponente gasometro, eretto nel 1913 e disattivato nel 1995. Alto 78 metri, l'edificio è stato in seguito utilizzato come studio televisivo (ad esempio per ospitare il popolare talk show condotto dal giornalista Günther Jauch) e come campus del Forum europeo per l'energia (EUREF). Il gasometro è attualmente sotto tutela monumentale.
Anche se posto all'esterno delle tradizionali rotte turistiche, oggi Schöneberg è un quartiere apprezzato per i piccoli caffè, i maestosi palazzi in stile jugendstil sopravvissuti alla Seconda guerra mondiale e la vibrante atmosfera tollerante e multiculturale che si respira nei vari angoli che lo compongono.

## Monumenti e luoghi d'interesse
- Dorfkirche Schöneberg
- Municipio di Schöneberg
- Apostel-Paulus-Kirche
- Grande magazzino KaDeWe
- Rudolph-Wilde-Park
- Heinrich-von-Kleist-Park
- Kathreiner-Hochhaus
- Schöneberger Terrassen
- Philipshaus
- Zwölf-Apostel-Kirche
- Chiesa di San Mattia (Berlino)
- Pyramide
- Wohnen am Kleistpark

## Comunicazioni

### Autostrade
- Bundesautobahn A 100 (Berliner Stadtring)
- Bundesautobahn A 103

### Strade principali
- Akazienstraße
- Alboinstraße
- An der Urania
- Arnulfstraße
- Badensche Straße
- Bülowstraße
- Dominicusstraße (Bundesstraße B1)
- Einemstraße
- Goebenstraße
- Goltzstraße
- Gotenstraße
- Grazer Damm
- Hauptstraße (Bundesstraße B1)
- Hohenstaufenstraße
- Kleiststraße
- Knausstraße
- Kolonnenstraße
- Kurfürstenstraße
- Leberstraße
- Lietzenburger Straße
- Martin-Luther-Straße
- Naumannstraße
- Nürnberger Straße
- Pallasstraße
- Potsdamer Straße (Bundesstraße B1)
- Preller Weg
- Röblingstraße
- Rubensstraße
- Sachsendamm
- Tauentzienstraße
- Thorwaldsenstraße
- Torgauer Straße
- Voralberger Damm
- Wexstraße
- Yorckstraße

### Piazze
- Bayerischer Platz
- Innsbrucker Platz
- Nollendorfplatz
- Wittenbergplatz

### Stazioni ferroviarie
- Berlin Südkreuz

### Stazioni dellaS-Bahn
- Friedenau (linea S1)
- Innsbrucker Platz (linee S41, S42 e S46, corrispondenza con la metropolitana)
- Julius-Leber Brūcke (linea S1)
- Priesterweg (linee S2 e S25)
- Schöneberg (linee S1, S41, S42 e S46)
- Berlin Südkreuz (linee S2, S25, S41, S42, S46 e S47)
- Yorckstraße (linee S2 e S25, corrispondenza con la metropolitana)
- Yorckstraße (Großgörschenstraße) (linea S1, corrispondenza con la metropolitana a Yorckstraße)

### Stazioni della metropolitana
- Augsburger Straße (linea U3)
- Bayerischer Platz (linee U4 e U7)
- Bülowstraße (linea U2)
- Eisenacher Straße (linea U7)
- Innsbrucker Platz (linea U4, corrispondenza con la S-Bahn)
- Kleistpark (linea U7)
- Kurfürstenstraße (linea U1)
- Nollendorfplatz (linee U1, U2, U3 e U4)
- Rathaus Schöneberg (linea U4)
- Viktoria-Luise-Platz (linea U4)
- Wittenbergplatz (linee U1, U2 e U3)
- Yorckstraße (linea U7, corrispondenza con la S-Bahn a Yorckstraße e Yorckstraße (Großgörschenstraße))

## Stemmi

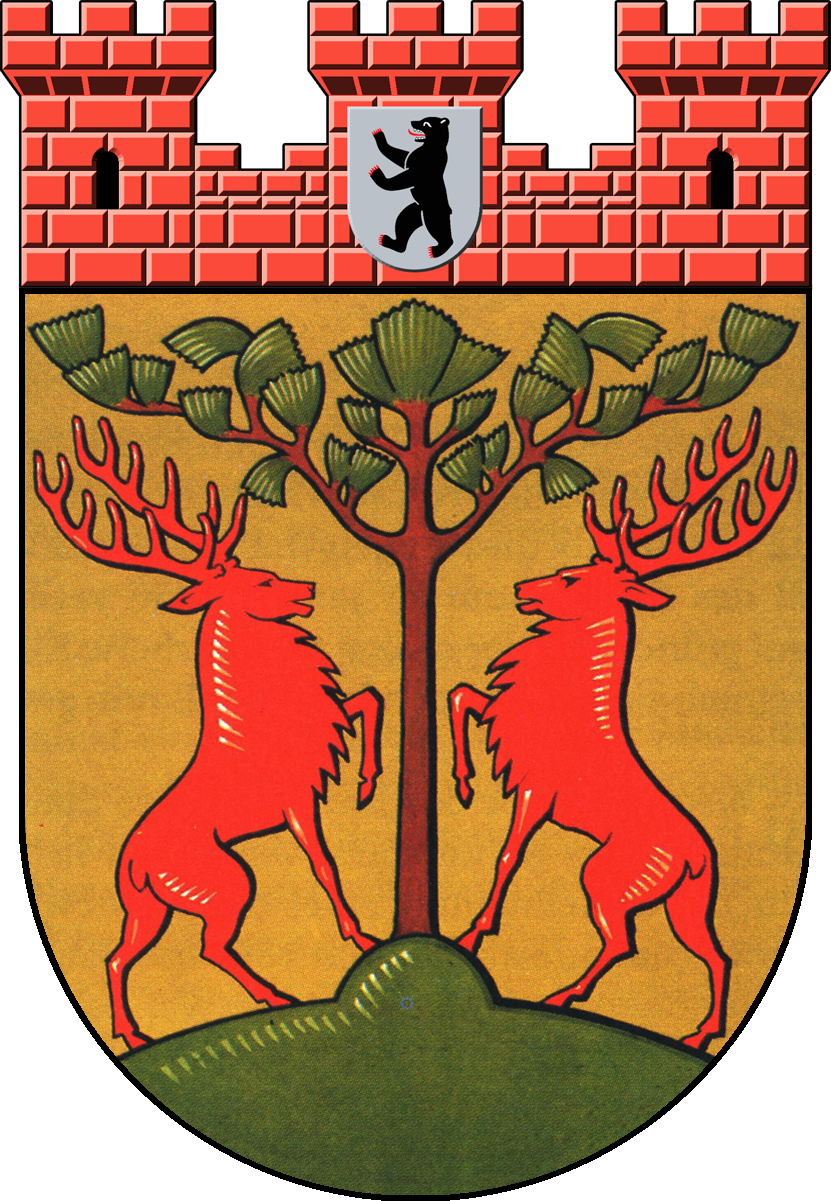
Stemma del distretto di Schöneberg (1956-2000)

## Galleria d'immagini

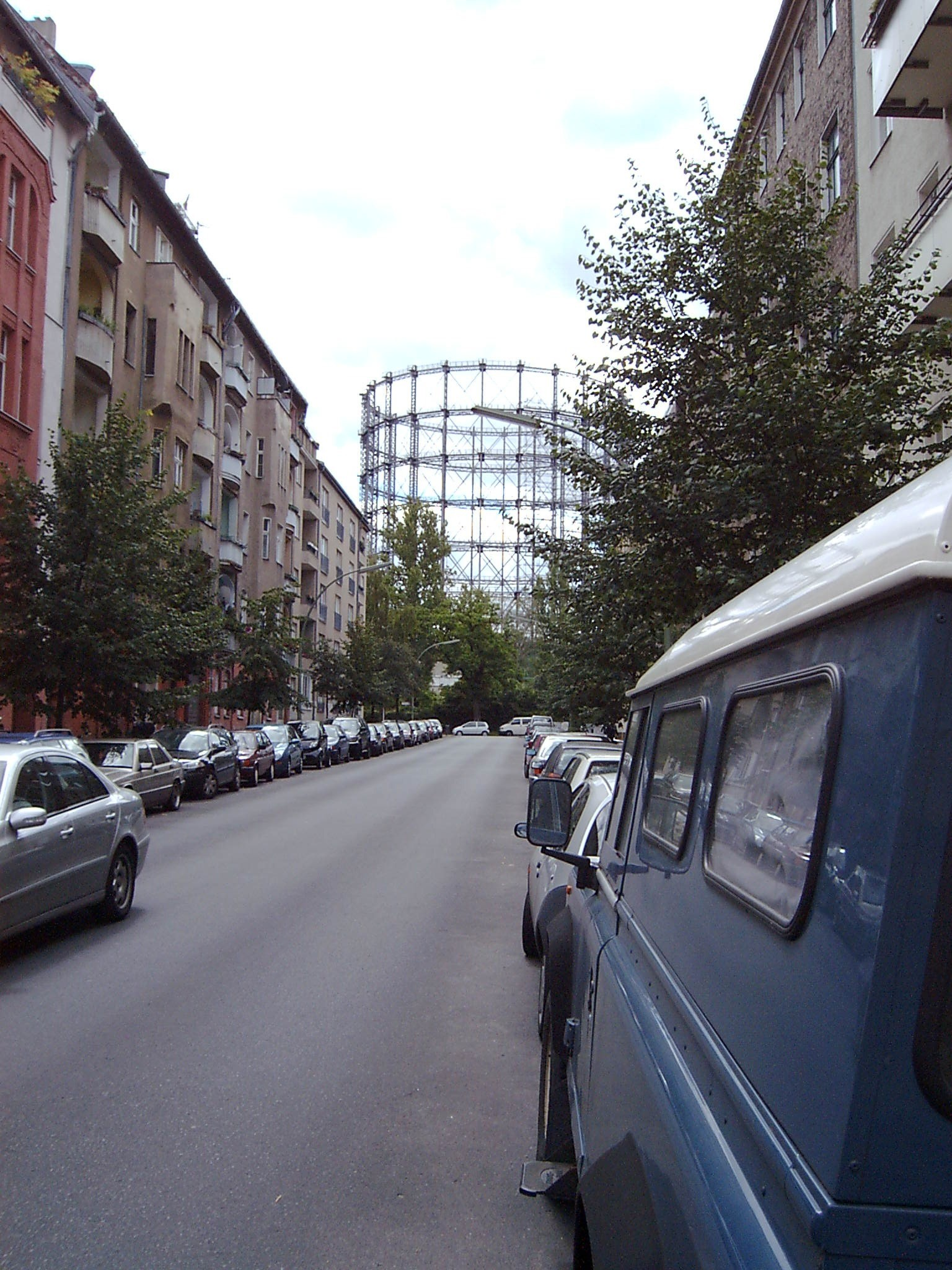
Albertstraße
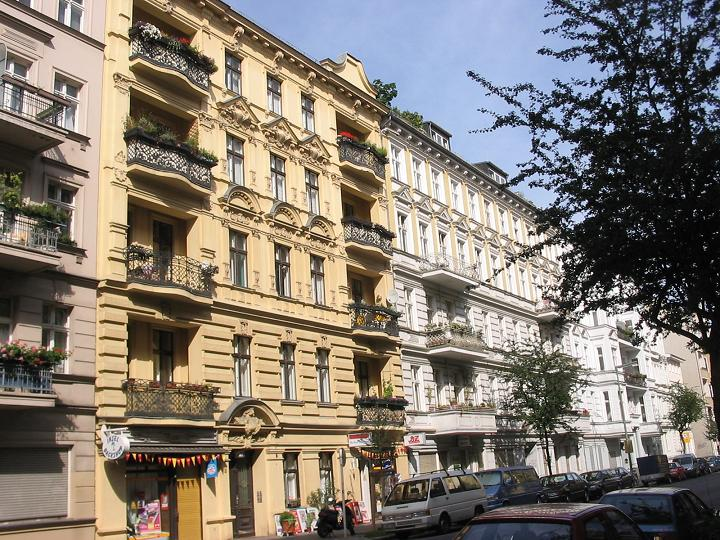
Leserstraße
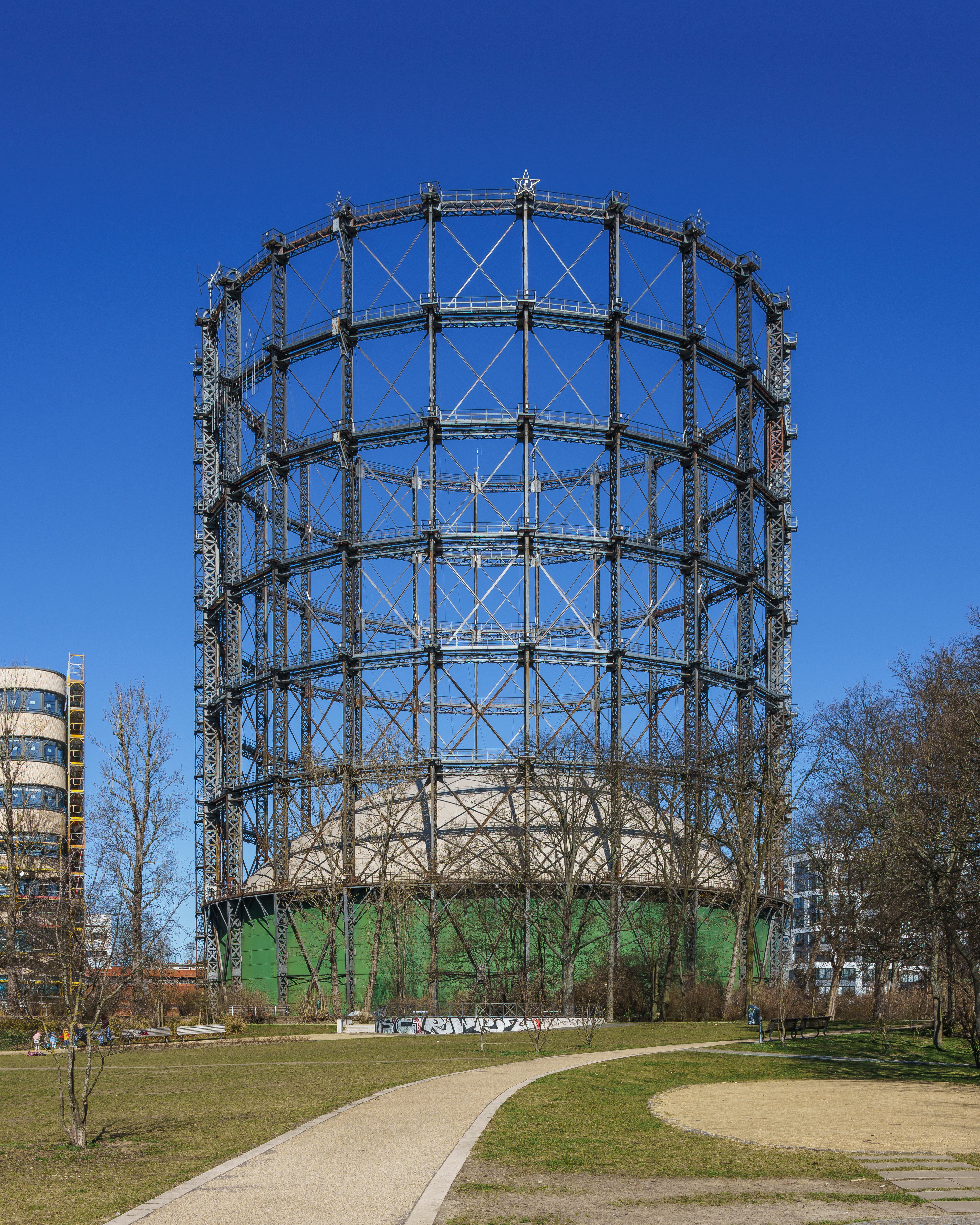
Il gasometro
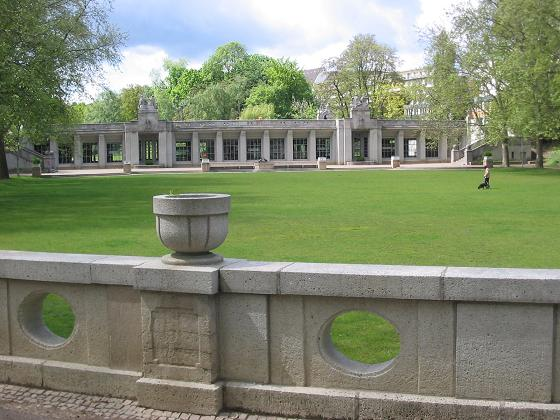
Rudolf-Wilde-Park